# Remagen
Remagen (en allemand : /ˈʁeːmaːɡn̩/,,, ? Écouter [Fiche]) est une ville allemande de Rhénanie-Palatinat dans l'arrondissement d'Ahrweiler sur la rive occidentale du Rhin, juste au sud de la ville de Bonn. On y trouve une statue représentant une Vierge noire.

## Histoire
| Appartenances historiques Comté de Berg 1248-1425 Duché de Berg 1380-1425 Duché de Berg/ Électorat de Cologne 1425-1452 Électorat de Cologne 1452-1554 Duché de Berg/ Électorat de Cologne 1554-1560 Duché de Berg 1560-1797 République cisrhénane (Rhin-et-Moselle) 1797-1802 République française (Rhin-et-Moselle) 1802-1804 Empire français (Rhin-et-Moselle) 1804-1813 Royaume de Prusse (Grand-duché du Bas-Rhin) 1815-1822 Royaume de Prusse (Province de Rhénanie) 1822-1918 République de Weimar 1918-1933 Reich allemand 1933-1945 Allemagne occupée 1945-1949 Allemagne 1949-présent |

Elle est bâtie sur les ruines d'un castellum romain des Limes du Rhin.
Une légende locale dit qu'un navire transportant diverses reliques de Milan à Cologne a été arrêté dans le fleuve en 1164. Il était incapable de bouger, malgré le courant, jusqu'à ce qu'il touche la rive. Les restes de Saint-Apollinaire ont ainsi été débarqués, et le navire a ensuite été en mesure de naviguer plus en avant. Ces restes ont été inhumés dans une chapelle qui avait fait partie de la forteresse romaine, et qui devint la base pour une église qui portait son nom. Celle-ci a été reconstruite à plusieurs reprises au fil des siècles.
La ville est surtout connue pour le dernier pont intact traversant le Rhin, le pont Ludendorff, souvent appelé pont de Remagen, lors de la phase finale sur le front de l'Ouest lors de la Seconde Guerre mondiale. Les Allemands ne parvinrent pas à le détruire et les Alliés le prirent le 7 mars 1945, changeant la stratégie alliée dans ces dernières semaines du conflit et accélérant l'invasion de l'Allemagne.

## Lieux et monuments
De par sa longue histoire, la ville se distingue par la présence de nombreux monuments. Les principaux en sont :
- L'église saint-Apollinaire
- L'église saint-Pierre et Paul
- Le château de Marienfels
- Le château d'Ernich
- Le musée d'art contemporain de Rolandseck
- La synagogue, édifiée en 1869 et incendiée lors de la nuit de Cristal en 1938

## Personnalités nées à Remagen
- Friedrich Jügel (1772-1833) graveur prussien
- Rudolf Caracciola (1901-1959) : triple champion d'Europe des pilotes et triple champion d'Europe de la montagne.